# Mycena supina
Mycena supina är en svampart som tillhör divisionen basidiesvampar, och som först beskrevs av Fr., och fick sitt nu gällande namn av Paul Kummer. Mycena supina ingår i släktet Mycena, och familjen Favolaschiaceae. Arten är reproducerande i Sverige.